# Hörður Vilhjálmsson
Hörður Axel Vilhjálmsson (Reikiavik, 18 de diciembre de 1988) es un jugador de baloncesto islandés, que pertenece a la plantilla del Keflavík. Con 1,94 metros de altura, juega en la posición de base.

## Trayectoria
Comenzó su carrera a los 15 años en su club de origen, el Fjölnir Reykjavík.
El 5 de julio de 2017 fichó por el Astana de la Liga Nacional de Baloncesto de Kazajistán y VTB United League.
En julio de 2018 regresó a Islandia y al Keflavík, tras haber jugado la Liga griega con el Kymis.
Fue designado el jugador más valioso de la Úrvalsdeild karla la temporada 2020-21, además de conseguir ser el máximo asistente de la liga por tercera vez, con un promedio de 9,46 asistencias por partido.

## Personal
Hermano del entrenador Hjalti Vilhjálmsson.